# Marathon van Turijn 2013
De marathon van Turijn 2013 vond plaats op zondag 17 november 2013 in Turijn. Het was de 27e editie van deze marathon.
De wedstrijd werd bij de mannen gewonnen door de Keniaan Patrick Terer in een tijd van 2:08.52. Dit was zijn tweede overwinning bij dit evenement, want het jaar ervoor was hij eveneens de snelste geweest. Hij won hiermee $ 10.120 aan prijzengeld. Hij verbeterde met deze tijd zijn persoonlijk record met 78 seconden. Bij de vrouwen trok Ivana Iozzia uit Italië aan het langste eind. Zij liep de 42,195 km in een tijd van 2:34.12 en had hiermee een grote voorsprong op haar achtervolgster.
In totaal finishten 3458 deelnemers, waarvan 3038 mannen en 420 vrouwen.

## Uitslagen

### Mannen
| rang   | naam                    | land | tijd    |
| ------ | ----------------------- | ---- | ------- |
| Goud   | Patrick Terer           | KEN  | 2:08.52 |
| Zilver | Benjamin Kiptoo         | KEN  | 2:09.50 |
| Brons  | Samson Mungai           | KEN  | 2:10.38 |
| 4      | Robert Ndiwa            | KEN  | 2:12.34 |
| 5      | Domenico-Matteo Ricatti | ITA  | 2:16.42 |
| 6      | Stefano Scaini          | ITA  | 2:17.25 |
| 7      | Giovanni Grano          | ITA  | 2:18.03 |
| 8      | Giovanni Gualdi         | ITA  | 2:18.36 |
| 9      | Carmine Buccilli        | ITA  | 2:18.57 |
| 10     | Peter Mututi            | KEN  | 2:19.56 |
| 11     | Alessandro Brancato     | ITA  | 2:20.07 |
| 12     | Said Douirmi            | MAR  | 2:21.04 |

### Vrouwen
| rang   | naam                | land | tijd    |
| ------ | ------------------- | ---- | ------- |
| Goud   | Ivana Iozzia        | ITA  | 2:34.12 |
| Zilver | Mónica Silva        | POR  | 2:41.43 |
| Brons  | Elena Casaro        | ITA  | 2:43.00 |
| 4      | Romina Cavallera    | ITA  | 2:45.05 |
| 5      | Monica Panuello     | ITA  | 2:49.39 |
| 6      | Tiziana Gianotti    | ITA  | 2:53.08 |
| 7      | Marzena Michalska   | ITA  | 2:54.12 |
| 8      | Barbara Palazzini   | ITA  | 2:55.26 |
| 9      | Guiseppina Mattone  | ITA  | 2:57.52 |
| 10     | Patrizia Signorino  | ITA  | 2:58.33 |
| 11     | Katarzyna Kuzminska | POL  | 2:59.58 |

1974 ·
1975 ·
1976 ·
1977 ·
1978 ·
1979 ·
1980 ·
1981 ·
1982 ·
1983 ·
1984 ·
1985 ·
1986 ·
1987 ·
1988 ·
1989 ·
1990 ·
1991 ·
1992 ·
1993 ·
1994 ·
1995 ·
1996 ·
1997 ·
1998 ·
1999 ·
2000 ·
2001 ·
2002 ·
2003 ·
2004 ·
2005 ·
2006 ·
2007 ·
2008 ·
2009 ·
2010 ·
2011 ·
2012 ·
2013 ·
2014 ·
2015 ·
2016 ·
2017